# Dorcadion arcivagum
Dorcadion arcivagum là một loài bọ cánh cứng trong họ Cerambycidae.